# Angie Dickinson
Angie Dickinson, nata Angeline Brown (Kulm, 30 settembre 1931), è un'attrice statunitense.
È principalmente nota per il ruolo di Suzanne "Pepper" Anderson nel telefilm poliziesco Pepper Anderson - Agente speciale, andato in onda dal 1974 al 1978 sulla rete televisiva NBC.

## Biografia

### Gli inizi
Seconda delle tre figlie di Leo Henry Brown (editore di un giornale di provincia) e di Fredericka Hehr, con ascendenze tedesche, nel 1942 si trasferisce con la famiglia in California. Dopo aver conseguito il diploma all'età di 15 anni, si iscrive al college e trova un impiego come segretaria in un aeroporto e successivamente partecipa a un concorso di bellezza dove si classifica al secondo posto. Si laurea in economia, pur avendo attitudine per la scrittura, anche in considerazione del lavoro del padre, ma successivamente decide di intraprendere la carriera di attrice, assumendo il cognome del suo primo marito, il giocatore di football Gene Dickinson. Lavora in numerosi varietà per la NBC, diventandone ben presto una star molto apprezzata; tra i suoi partner di quel periodo vi fu Frank Sinatra, di cui rimarrà molto amica sino alla sua scomparsa avvenuta nel 1998.

### Il successo
Fra gli anni cinquanta e i sessanta, la Dickinson diventa una delle più versatili e popolari attrici del grande schermo, oltre ad essere protagonista in decine di serie televisive di successo nell'arco di tutta la sua carriera. Debutta in un episodio della serie Death Valley Days (1954), cui seguono altri ruoli in importanti produzioni televisive, come Matinee Theatre (otto episodi), Le leggendarie imprese di Wyatt Earp, Gunsmoke, Cheyenne, The Restless Gun, Carovane verso il West, Perry Mason, Mike Hammer. Nel 1964 appare in un memorabile episodio de Il fuggiasco, mentre l'anno successivo interpreta il ruolo di Carol Tredman nella serie Il dottor Kildare con Richard Chamberlain, confermandosi uno dei volti più noti della televisione statunitense.

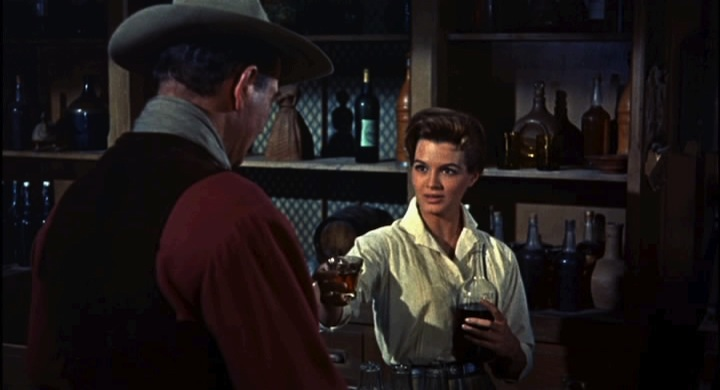
Angie Dickinson con John Wayne in Un dollaro d'onore

Nel cinema ha una piccola parte nella commedia Un pizzico di fortuna (1954) di Jack Donohue, affiancando Doris Day e Robert Cummings, ed ottiene i suoi primi ruoli di rilievo con Il vendicatore dell'Arizona (1956) di Andrew V. McLaglen, accanto a James Arness, La porta della Cina (1957) di Samuel Fuller, insieme a Gene Barry, e Lama alla gola (1958) di Andrew L. Stone, con protagonista James Mason.
Rifiutando l'immagine di bionda platinata ed ingenua molto in voga in quegli anni (tipica di celebri dive come Marilyn Monroe o Jayne Mansfield, entrambe scomparse prematuramente), la Dickinson si propone ai suoi esordi con un look meno appariscente e che mette in risalto il colore naturale bruno dei suoi capelli, ma la sua sensualità e il suo temperamento faranno di lei per lungo tempo un sex symbol di Hollywood, grazie al fisico invidiabile, ai capelli divenuti biondi, a un viso allo stesso tempo femminile e androgino, e soprattutto alle bellissime e lunghe gambe, assicurate per il valore di un milione di dollari dell'epoca, che le valgono l'appellativo di "le gambe più belle d'America".
Tra i film più importanti da lei interpretati sono da ricordare Un dollaro d'onore (1959) con John Wayne e Dean Martin, grande classico del genere western diretto da Howard Hawks, grazie al quale si afferma come una delle star più popolari degli anni sessanta, Colpo grosso (1960) di Lewis Milestone, Febbre nel sangue (1961) di Vincent Sherman, Desiderio nel sole (1961) di Gordon Douglas, Jessica (1962) di Oreste Palella e Jean Negulesco (girato in buona parte in Sicilia), Capitan Newman (1963) di David Miller. In Contratto per uccidere (1964) di Don Siegel, film originariamente scritto per la televisione, ma rifiutato dal piccolo schermo a causa degli aspetti inediti e troppo violenti presenti nella sceneggiatura, recita accanto a Lee Marvin e a Ronald Reagan, in quella che sarà l'ultima apparizione sul grande schermo del futuro presidente degli Stati Uniti. 

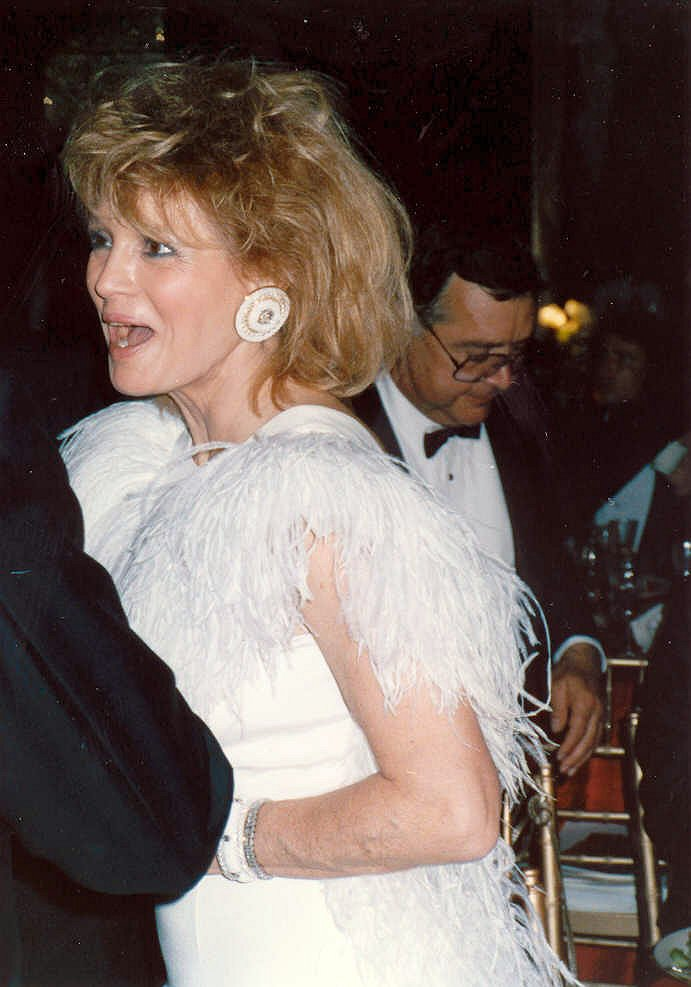
Angie Dickinson ai Premi Oscar 1989.

Nel 1966 ha grande successo la fotografia di copertina della rivista Esquire, ove l'attrice è ritratta con un lungo maglione e un paio di aderenti collant. Nello stesso anno ottiene un ruolo importante, sia pure ridimensionato dalla produzione rispetto alla sceneggiatura, nel film drammatico La caccia di Arthur Penn, ove è inserita in un folto cast comprendente Marlon Brando, Jane Fonda, Robert Redford, Robert Duvall, Janice Rule e Miriam Hopkins, mentre nel 1967 è di nuovo accanto a Lee Marvin nel poliziesco Senza un attimo di tregua di John Boorman. L'attrice, oltre che per la sua bellezza, si fa notare per una certa versatilità in film che spaziano dalla commedia al drammatico al western, come L'arte di amare (1965) di Norman Jewison, Combattenti della notte (1966) di Melville Shavelson, Sfida oltre il fiume rosso (1967) di Richard Thorpe, Appuntamento per una vendetta (1969) di Burt Kennedy, Some Kind of a Nut (1969) di Garson Kanin, ...E dopo le uccido (1971) di Roger Vadim, Funerale a Los Angeles (1972) di Jacques Deray. Nel 1972 il regista Sam Peckinpah aveva pensato alla Dickinson per affiancarla a Steve McQueen in Getaway!, ma il ruolo venne poi assegnato ad Ali MacGraw. 
Nel 1974, nel pieno della maturità artistica, l'attrice incrementa la propria popolarità grazie alla serie televisiva Pepper Anderson - Agente speciale, che va in onda fino al 1978 e ottiene subito un grande successo anche a livello internazionale: sorprende pubblico e critica soprattutto per il netto cambiamento rispetto agli stereotipi del passato, presentando le vicende di un'inedita ed energica donna poliziotto di Los Angeles, con un ruolo non patinato e da protagonista assoluta, capace di gestire anche colleghi uomini, di travestirsi e di infiltrarsi tra i criminali per scoprirli e permettere il loro arresto da parte della polizia. Appare ancora sul grande schermo nei film Labirinto (1979) di Claude Pinoteau e Caccia selvaggia (1981) di Peter R. Hunt, ove recita ancora con Lee Marvin.
Per l'interpretazione di Kate Miller nel thriller di stampo hitchcockiano Vestito per uccidere (1980) di Brian De Palma, che la vede tornare protagonista al cinema dopo vari anni, in coppia con Michael Caine, la Dickinson vince il Saturn Award. Nonostante il grande successo del film, nei primi anni ottanta l'attrice inizia a privilegiare le apparizioni televisive. Successivamente ha recitato, ma in ruoli non più da protagonista, nei film Cowgirl - Il nuovo sesso (1993) di Gus Van Sant, Sabrina (1995) di Sydney Pollack, Inganno diabolico (1996) di Danny Huston, The Last Producer (2000) di Burt Reynolds, Duets (2000) di Bruce Paltrow e, accanto a George Clooney, in Ocean's Eleven - Fate il vostro gioco (2001) di Steven Soderbergh, nuova versione del suo successo Colpo grosso del 1960. Ha ottenuto vari premi nel corso della sua carriera, tra cui nel 1987 una stella sulla Hollywood Walk of Fame per il suo contributo alla televisione.

## Vita privata
Ha avuto una breve relazione sentimentale con John Fitzgerald Kennedy. Dopo un primo matrimonio (1952-1960) con il giocatore di football Gene Dickinson, nel 1965 sposa il noto pianista e compositore Burt Bacharach e il sodalizio durerà sino al 1981; la coppia nel 1966 ha avuto una figlia sofferente della sindrome di Asperger e morta suicida nel gennaio 2007.

## Filmografia

### Cinema
- Un pizzico di fortuna (Lucky Me), regia di Jack Donohue (1954)
- La jungla dei temerari (Tennessee's Partner), regia di Allan Dwan (1955)
- La rosa gialla del Texas (The Return of Jack Slade), regia di Harold D. Schuster (1955)
- Sangue caldo (Man with the Gun), regia di Richard Wilson (1955)
- L'imboscata selvaggia (Hidden Guns), regia di Albert C. Gannaway (1956)
- Down Liberty Road, regia di Jerry Fairbanks (1956) - corto
- Web il coraggioso (Tension at Table Rock), regia di Charles Marquis Warren (1956)
- Il vendicatore dell'Arizona (Gun the Man Down), regia di Andrew V. McLaglen (1956)
- La banda della frusta nera (The Black Whip), regia di Charles Marquis Warren (1956)
- Il cerchio della vendetta (Shoot-Out at Medicine Bend), regia di Richard L. Bare (1957)
- La porta della Cina (China Gate), regia di Samuel Fuller (1957)
- Calypso Joe, regia di Edward Dein (1957)
- Mia moglie... che donna! (I Married a Woman), regia di Hal Kanter (1958)
- Lama alla gola (Cry Terror!), regia di Andrew L. Stone (1958)
- Un dollaro d'onore (Rio Bravo), regia di Howard Hawks (1959)
- I'll Give My Life, regia di William F. Claxton (1960)
- Il letto di spine (The Bramble Bush), regia di Daniel Petrie (1960)
- Colpo grosso (Ocean's Eleven), regia di Lewis Milestone (1960)
- Febbre nel sangue (A Fever in the Blood), regia di Vincent Sherman (1961)
- Desiderio nel sole (The Sins of Rachel Cade), regia di Gordon Douglas (1961)
- Jessica, regia di Jean Negulesco e Oreste Palella (1962)
- Gli amanti devono imparare (Rome Adventure), regia di Delmer Daves (1962)
- Capitan Newman (Captain Newman, M.D.), regia di David Miller (1963)
- Contratto per uccidere (The Killers), regia di Don Siegel (1964)
- L'arte di amare (The Art of Love), regia di Norman Jewison (1965)
- La caccia (The Chase), regia di Arthur Penn (1966)
- Combattenti della notte (Cast a Giant Shadow), regia di Melville Shavelson (1966)
- Il papavero è anche un fiore (Poppies Are Also Flowers), regia di Terence Young (1966)
- Sfida oltre il fiume rosso (The Last Challenge), regia di Richard Thorpe (1967)
- Senza un attimo di tregua (Point Blank), regia di John Boorman (1967)
- Sam Whiskey, regia di Arnold Laven (1969)
- Some Kind of a Nut, regia di Garson Kanin (1969)
- Appuntamento per una vendetta (Young Billy Young), regia di Burt Kennedy (1969)
- ...E dopo le uccido (Pretty Maids All in a Row), regia di Roger Vadim (1971)
- Settimo potere (The Resurrection of Zachary Wheeler), regia di Bob Wynn (1971)
- Funerale a Los Angeles (Un homme est mort), regia di Jacques Deray (1972)
- F.B.I. e la banda degli angeli (Big Bad Mama), regia di Steve Carver (1974)
- Labirinto (L'Homme en colère), regia di Claude Pinoteau (1979)
- Jack London Story (Klondike Fever), regia di Peter Carter (1980)
- Vestito per uccidere (Dressed to Kill), regia di Brian De Palma (1980)
- Charlie Chan e la maledizione della regina drago (Charlie Chan and the Curse of the Dragon Queen), regia di Clive Donner (1981)
- Caccia selvaggia (Death Hunt), regia di Peter Hunt (1981)
- Big Bad Mama II, regia di Jim Wynorski (1987)
- Cowgirl - Il nuovo sesso (Even Cowgirls Get the Blues), regia di Gus Van Sant (1993)
- Sabrina, regia di Sydney Pollack (1995)
- Inganno diabolico (The Maddening), regia di Danny Huston (1996)
- Il marchio della strega (The Sun, the Moon and the Stars), regia di Geraldine Creed (1996)
- The Last Producer, regia di Burt Reynolds (2000)
- Duets, regia di Bruce Paltrow (2000)
- Un sogno per domani (Pay It Forward), regia di Mimi Leder (2000)
- Big Bad Love, regia di Arliss Howard (2001)
- Ocean's Eleven - Fate il vostro gioco (Ocean's Eleven), regia di Steven Soderbergh (2001)
- Scene Smoking: Cigarettes, Cinema & the Myth of Cool, regia di Terry Moloney (2001)
- Se ti investo mi sposi? (Elvis Has Left the Building), regia di Joel Zwick (2004)
- 3055 Jean Leon, regia di Agustí Vila (2006)

### Televisione
- I Led 3 Lives – serie TV, 1 episodio (1954)
- The Colgate Comedy Hour – serie TV, 1 episodio (1954)
- Mickey Rooney Show (The Mickey Rooney Show) – serie TV, episodio 1x13 (1954)
- Death Valley Days – serie TV, 3 episodi (1954)
- City Detective – serie TV, 1 episodio (1955)
- Buffalo Bill, Jr. – serie TV, 1 episodio (1955)
- Matinee Theatre – serie TV, 7 episodi (1955)
- It's a Great Life – serie TV, 2 episodi (1955-1956)
- Chevron Hall of Stars – serie TV, 1 episodio (1956)
- General Electric Theater – serie TV, episodio 4x22 (1956)
- Le leggendarie imprese di Wyatt Earp (The Life and Legend of Wyatt Earp) – serie TV, 1 episodio (1956)
- Four Star Playhouse – serie TV, 1 episodio (1956)
- The Millionaire – serie TV, 1 episodio (1956)
- Schlitz Playhouse of Stars – serie TV, 2 episodi (1956)
- Broken Arrow – serie TV, 1 episodio (1956)
- The Lineup – serie TV, 3 episodi (1956-1957)
- The Gray Ghost – serie TV, episodio 1x03 (1957)
- Gunsmoke – serie TV, episodio 2x17 (1957)
- Cheyenne – serie TV, 1 episodio (1957)
- Alcoa Theatre – serie TV, 1 episodio (1957)
- Have Gun - Will Travel – serie TV, episodio 1x05 (1957)
- Il tenente Ballinger (M Squad) – serie TV, episodio 1x10 (1957)
- Meet McGraw – serie TV, 2 episodi (1957)
- The Restless Gun – serie TV, episodio 1x22 (1958)
- Perry Mason – serie TV, episodio 1x23 (1958)
- The Bob Cummings Show – serie TV, 1 episodio (1958)
- Tombstone Territory – serie TV, 1 episodio (1958)
- State Trooper – serie TV, 1 episodio (1958)
- Colt .45 – serie TV, 1 episodio (1958)
- Studio 57 – serie TV, 1 episodio (1958)
- The People's Choice – serie TV, 2 episodi (1958)
- Mike Hammer – serie TV, 2 episodi (1958)
- Target – serie TV, episodio 1x24 (1958)
- Northwest Passage – serie TV, 1 episodio (1958)
- Man with a Camera – serie TV, episodio 1x05 (1958)
- Carovane verso il West (Wagon Train) – serie TV, 1 episodio (1959)
- Men Into Space – serie TV, episodio 1x01 (1959)
- Lock-Up – serie TV, episodio 1x37 (1960)
- Scacco matto (Checkmate) – serie TV, episodio 2x20 (1962)
- The Dick Powell Show – serie TV, episodio 1x29 (1962)
- L'ora di Hitchcock (The Alfred Hitchcock Hour) – serie TV, episodi 1x5-3x15 (1962-1965)
- Polvere di stelle (Bob Hope Presents the Chrysler Theatre) – serie TV, 2 episodi (1963-1966)
- The Fisher Family – serie TV, 1 episodio (1964)
- Il fuggiasco (The Fugitive) – serie TV, 1 episodio (1965)
- The Man Who Bought Paradise, regia di Ralph Nelson – film TV (1965)
- Il dottor Kildare (Dr. Kildare) – serie TV, 3 episodi (1965)
- Il virginiano (The Virginian) – serie TV, episodio 5x02 (1966)
- A Case of Libel, regia di Charles Jarrott – film TV (1968)
- Amore e guerra (The Love War), regia di George McCowan – film TV (1970)
- Thief, regia di William A. Graham – film TV (1971)
- Un uomo per la città (The Man and the City) – serie TV, 1 episodio (1971)
- La farina del diavolo (See the Man Run), regia di Corey Allen – film TV (1971)
- Ghost Story – serie TV, 1 episodio (1972)
- L'anello del mistero (The Norliss Tapes), regia di Dan Curtis – film TV (1973)
- Hec Ramsey – serie TV, 1 episodio (1973)
- Pray for the Wildcats, regia di Robert Michael Lewis – film TV (1974)
- Sulle strade della California (Police Story) – serie TV, 1 episodio (1974)
- Pepper Anderson - Agente speciale (Police Woman) – serie TV, 91 episodi (1974-1978)
- L'uomo senza speranza (A Sensitive, Passionate Man), regia di John Newland – film TV (1977)
- Ringo, regia di Jeff Margolis – film TV (1978)
- Fine di un sogno (Overboard), regia di John Newland – film TV (1978)
- Pearl Harbor (Pearl), regia di Hy Averback, Alexander Singer – miniserie TV (1978)
- Sola per sempre (The Suicide's Wife), regia di John Newland – film TV (1979)
- Dial M for Murder, regia di Boris Sagal – film TV (1981)
- Cassie & Co. – serie TV, 13 episodi (1982)
- Una scarpa per l'assassino (One Shoe Makes It Murder), regia di William Hale – film TV (1982)
- Gelosia (Jealousy), regia di Jeffrey Bloom – film TV (1984)
- A Touch of Scandal, regia di Ivan Nagy – film TV (1984)
- Le signore di Hollywood (Hollywood Wives), regia di Robert Day – miniserie TV (1985)
- Stillwatch, regia di Rod Holcomb – film TV (1987)
- Police Story - Assassini dell'autostrada (Police Story: The Freeway Killings), regia di William A. Graham – film TV (1987)
- Once Upon a Texas Train, regia di Burt Kennedy – film TV (1988)
- Il fuoco dopo la pioggia (Fire and Rain), regia di Jerry Jameson – film TV (1989)
- New York - Omicidio al distretto (Prime Target), regia di Robert L. Collins – film TV (1989)
- Il cane di papà (Empty Nest) – serie TV, 1 episodio (1991)
- Kojak: Fatal Flaw, regia di Richard Compton – film TV (1991)
- Follia in alto mare (Treacherous Crossing), regia di Tony Wharmby – film TV (1992)
- Wild Palms, regia di Keith Gordon, Kathryn Bigelow, Peter Hewitt e Phil Joanou – miniserie TV (1993)
- Daddy Dearest – serie TV, 1 episodio (1993)
- Dolci ricordi (Remembrance), regia di Bethany Rooney – film TV (1996)
- The Larry Sanders Show – serie TV, 1 episodio (1997)
- Segreti di famiglia (Deep Family Secrets), regia di Arthur Allan Seidelman – film TV (1997)
- L'analista del padrino (The Don's Analyst), regia di David Jablin – film TV (1997)
- Un detective in corsia (Diagnosis: Murder) – serie TV, 1 episodio (1997)
- Ellen – serie TV, 1 episodio (1997)
- George & Leo – serie TV, 1 episodio (1997)
- L'amore prima di tutto (Sealed with a Kiss), regia di Ron Lagomarsino – film TV (1999)
- Giudice Amy (Judging Amy) – serie TV, 1 episodio (2004)
- Il momento di tornare (Mending Fences), regia di Stephen Bridgewater – film TV (2009)

### Doppiaggio
- La tortura della freccia (Run of the Arrow), regia di Samuel Fuller (1957) - (voce di Sara Montiel)
- Happily Ever After: Fairy Tales for Every Child – serie TV, 1 episodio (2000)

## Doppiatrici italiane
Nelle versioni in italiano dei suoi film, Angie Dickinson è stata doppiata da:
- Maria Pia Di Meo in Capitan Newman, Contratto per uccidere, L'arte di amare, Combattenti della notte, Duets
- Vittoria Febbi in F.B.I. e la banda degli angeli, Jack London Story, Sabrina, Inganno diabolico, Le signore di Hollywood
- Dhia Cristiani in Un dollaro d'onore, Il letto di spine, Colpo grosso, Desiderio nel sole
- Fiorella Betti in La caccia, Senza un attimo di tregua, Funerale a Los Angeles
- Melina Martello in Sfida oltre il fiume rosso, L'anello del mistero, Pepper Anderson agente speciale (2ª voce)
- Daniela Nobili in Appuntamento per una vendetta, Police Story - Assassini dell'autostrada, Follia in alto mare
- Rita Savagnone in Il cerchio della vendetta, Segreti di famiglia
- Paila Pavese in Il marchio della strega, Giudice Amy
- Eva Ricca in La farina del diavolo, Pepper Anderson agente speciale (1ª voce)
- Ria Saba in Guerra indiana
- Giuliana Maroni in La rosa gialla del Texas
- Clelia Bernacchi in Web il coraggioso
- Anna Miserocchi in La porta della Cina
- Rosetta Calavetta in L'ora di Hitchcock (ep. 1x05)
- Ada Maria Serra Zanetti in Vestito per uccidere
- Laura Gianoli in Caccia selvaggia
- Sonia Scotti in Pepper Anderson agente speciale (3ª voce)
- Rosetta Salata in Cassie & Co.
- Isa Bellini in Cowgirl - Il nuovo sesso
- Alba Cardilli in Un detective in corsia

Da doppiatrice è sostituita da:
- Dhia Cristiani ne La tortura della freccia